# Ксенолит
Ксенолит (др.-греч. ξένος — чужой и λίθος — камень) — обломок горной породы, захваченный магмой. Чужеродное включение в горную породу.

## Описание
Если включающая ксенолит магматическая горная порода застыла на глубине (интрузивная), то ксенолиты обычно представляют собой сильно изменённые обломки вмещающих интрузию пород. Ксенолиты, встречающиеся в лаве, обычно являются обломками стенок вулканического канала (пород, через которые проходила лава).
Размеры ксенолитов сильно колеблются: от отдельных кристаллов и их обломков, различаемых только под микроскопом (ксенокристаллы), до нескольких десятков и сотен метров.
Ксенолиты представляют собой важный источник информации о строении недр Земли, так как могут быть доставлены магматическими расплавами с глубин, недоступных для непосредственного изучения. Щелочные базальты содержат ксенолиты мантийных пород, поднятые с глубин 60—80 км, а в кимберлитах встречаются ксенолиты, принесённые с глубин 100—200 км. Ксенолиты из кимберлитов представляют собой наиболее глубинные горные породы, изученные человеком.